# Louis de Gorrevod
Pour les articles homonymes, voir Gorrevod (homonymie).
Louis de Gorrevod, né vers 1473 et mort probablement durant l'année 1535, est un cardinal savoyard du XVIe siècle.

## Biographie

### Origines
Louis de Gorrevod naît vers 1473,. Il est le fils de Jean, seigneur de Gorrevod, et de Jeanne de Loriol de Challes,. Sa famille appartient à une branche collatérale des comtes de Pont-de-Vaux (Bresse) et qui a pris le nom du château de Gorrevod, originaires de la Bresse,.
Son frère, Laurent, est nommé gouverneur de Bresse par le duc de Savoie, fait comte de Pont-de-Vaux, duc de Nole (en Campanie, au royaume de Naples), chevalier de la Toison d'or, Grand Maître d'Espagne, maréchal de Bourgogne. Il est par ailleurs le neveu de Jean de Loriol (ou Orioli), évêque de Nice.

### Carrière
Louis de Gorrevod entame très tôt une carrière ecclésiastique. Il est aumônier du duc de Savoie et chanoine vers 1494 (pour l'historien suisse Henri Naef) ou le 27 janvier 1499 (pour le Dictionnaire historique de la Suisse DHS) (vers 26 ans pour le docteur Mottard), puis chantre, de la cathédrale de Genève,. Il est élu évêque de Saint-Jean-de-Maurienne par le chapitre le 29 juillet 1499, (le 4 août 1499 pour le DHS), à l'âge de 26 ans,. L'évêque Étienne Morel n'était mort que depuis 5 jours.
Il est nommé abbé commendataire de Saint-Pierre de Bessua (probablement Bèze) ainsi que d'Ambronay. Il semble ne pas résider régulièrement dans la cité épiscopale de Saint-Jean-de-Maurienne. Il possède une maison à Genève où il se rend régulièrement.
En 1501, il bénit, à Romainmôtier (canton de Vaud), le mariage du duc de Savoie Philibert II avec sa seconde épouse Marguerite d'Autriche,,.
Il fait publier, le 2 mars 1505, de nouveaux règlements — appelées parfois Constitutions de Monseigneur Gorrevod — afin d'obtenir un meilleur fonctionnement du diocèse,.

Armes des Gorrevod : d'azur au chevron d'or.

Entre 1507 et 1509, il apporte son aide à l'évêque auxiliaire de Genève.
Jean Lemaire de Belges lui dédie sa Légende des Vénitiens (1509). Il s'agit pour le chroniqueur bourguignon de s'attirer les faveurs de cette personnalité savoyarde.
En 1514, il est témoin pour le duc Charles III. Au cours de cette même année, il représente le duché au cours du cinquième concile du Latran. En 1515, il est choisi pour être l'évêque du nouveau diocèse de Bourg-en-Bresse,.
Il assiste à la 10e session du concile de Latran comme ambassadeur du duc de Savoie. Il fait ériger l’église Notre-Dame de Pont-de-Vaux en collégiale avec un chapitre de douze chanoines, un changement de statut entériné par le pape Léon X. Il lègue (en 1577 ?) une somme destinée à y édifier un chœur avec les stalles des douze chanoines du chapitre.
Il démissionne de l'évêché de Bourg-en-Bresse en 1534.
Le pape Clément VII le crée cardinal de Saint-Césaire au Palatin, lors du consistoire du 9 mars 1530. Le cardinal de Gorrevod est nommé légat apostolique en Savoie. Il résigne le gouvernement de son diocèse en 1532, en faveur de son neveu, Jean-Philibert de Challes (ou de Loriol de Châles). Il ne participe pas au conclave de 1534, lors duquel Paul III est élu pape.

### Mort et sépulture
Louis de Gorrevod meurt vraisemblablement en 1535,,. Son corps est inhumé dans la chapelle de Jésus de la cathédrale de Saint-Jean-de-Maurienne, qu'il a fait édifier,.
Son épitaphe, d'après Besson, est :

« D.O.M. Hic jacet Reverendiffimus in Christo Pater Dom. Ludovicus de Gorrevodo tit. S. Caesarii in palatio præsbyter Cardinalis Maurianensis nuncupatus, Sabaudiæ legatus, qui hoc sacellum fundavit & dotavit, An. Dom. 1535 »